# 名古屋電力
名古屋電力株式会社（なごやでんりょくかぶしきがいしゃ）は、明治時代の愛知県名古屋市に存在した電力会社である。
1906年（明治39年）に設立。木曽川にて八百津発電所（岐阜県）を起工し、名古屋市と岐阜県岐阜市に電力供給区域を設定して既存事業者名古屋電灯の競合会社となるはずであったが、1910年（明治43年）に未開業のまま名古屋電灯へ合併された。

## 設立の経緯

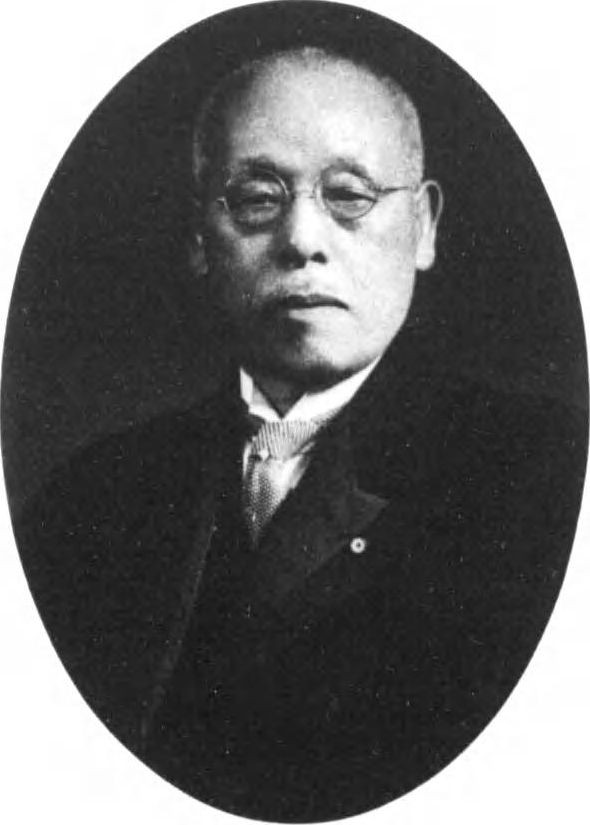
起業の中心人物兼松煕

名古屋電力は、八百津発電所建設計画の中から起業された電力会社である。八百津発電所計画は、1896年（明治29年）春、名古屋市の関信賢という企業家が木曽川沿岸を踏査して岐阜県加茂郡での水力発電所建設を企画したことに端を発する。翌年に初めて水利権申請が行われるが、その後出願者の交替や取水地点・発電所地点の変更が多数あり、さらに出願者間の対立もあって長く事業化に結び付いていなかった。こうした中、出願者の1人が加茂郡選出の衆議院議員兼松煕に相談を持ち掛けた。兼松はこれに応えて事業の中心人物として立ち上がり、まず出願者間の対立調停に努め、次いで地元との協議を取りまとめた。
地元との協議を済ますと兼松は東京に戻り、岩田作兵衛ら東京の資本家を計画に引き入れた。1904年（明治37年）春、兼松は当時の内閣総理大臣桂太郎の紹介により名古屋で愛知県知事深野一三と名古屋商業会議所会頭奥田正香に面会する。すると奥田は兼松ら東京側資本家の計画に賛同し、自ら名古屋側の主唱者となって名古屋の工場経営者を計画に引き入れた。こうして発電所計画は東京・名古屋両財界の折半出資によって事業化することが決まった。
1904年7月27日、「名古屋電力株式会社」発起人は岐阜県に対し加茂郡八百津町字諸田に発電所を建設するための木曽川水利権を出願した。発起人は計13名で、東京の兼松煕・岩田作兵衛・桂二郎（桂太郎弟）・久米民之助、名古屋の奥田正香・上遠野富之助・斎藤恒三・白石半助・相良常雄、岐阜県の渡辺甚吉らが名を連ねる。名古屋側の発起人のうち上遠野は日本車輌製造、斎藤は三重紡績（後の東洋紡績）、白石は名古屋電気鉄道（名古屋鉄道の前身）をそれぞれ代表する、電力需要家の関係者である。日露戦争後の1906年（明治39年）6月23日にようやく水利権が許可されると、同年10月22日、名古屋商業会議所にて名古屋電力の創立総会開催に至った。資本金は500万円。取締役には発起人から兼松・岩田・奥田・上遠野・白石・斎藤・相良の7名、監査役には発起人の1人渡辺甚吉と名古屋電気鉄道の神野金之助の2名が選出され、社長に奥田、常務兼庶務部長に相良、工務部長に兼松、営業部長に上遠野がそれぞれ就任した。加えて事業の万全を期するため相談役に渋沢栄一・馬越恭平・雨宮敬次郎という大物実業家3名が任命された。
本社は初め名古屋市中区新柳町7丁目4番地にあった会社創立事務所を引き続き仮事務所としていたが、1910年（明治43年）4月になって中区前津小林字上キロメキ45番地（後の南武平町3丁目39番地）の新築社屋へと移転している。

## 名古屋電灯との関係
会社設立後、1906年11月2日付で逓信省より電気事業経営許可が下りた。許可を得た供給区域は名古屋市とその周辺11町村および岐阜県岐阜市・稲葉郡加納町で、いずれも電力供給のみの認可（電灯供給は不可）であった。名古屋方面については名古屋電灯、岐阜方面は岐阜電気の電灯・電力供給区域とそれぞれ重複する。
このうち名古屋電灯については、名古屋電力設立に際し、設立に参加する案があった。具体的には、当時名古屋電灯常務であった三浦恵民が名古屋電力の発起人に加わり、名古屋電力の開業後はここから受電するという構想である。しかし株主中から反対論が生じ、監査役からも株主総会の承諾なく取締役が同業他社の発起人となるのは商法違反との意見が出たため、参加は取り止めとなった。また、名古屋電力社長に就任した奥田正香はかつて名古屋電灯の発起人であった。士族授産の一環として名古屋電灯起業が計画され、1887年（明治20年）9月に認可を受けた際、士族と実業家グループの共同経営という愛知県知事の意向に応えて発起人に加入したためである。しかし奥田らの実業家グループはその後まもなく脱退したため、結局名古屋電灯は士族の会社として発足している。ただ奥田はその後名古屋電灯開業直前の1889年（明治22年）に、「尾張電灯」という別会社を立ち上げようとした経歴もある。

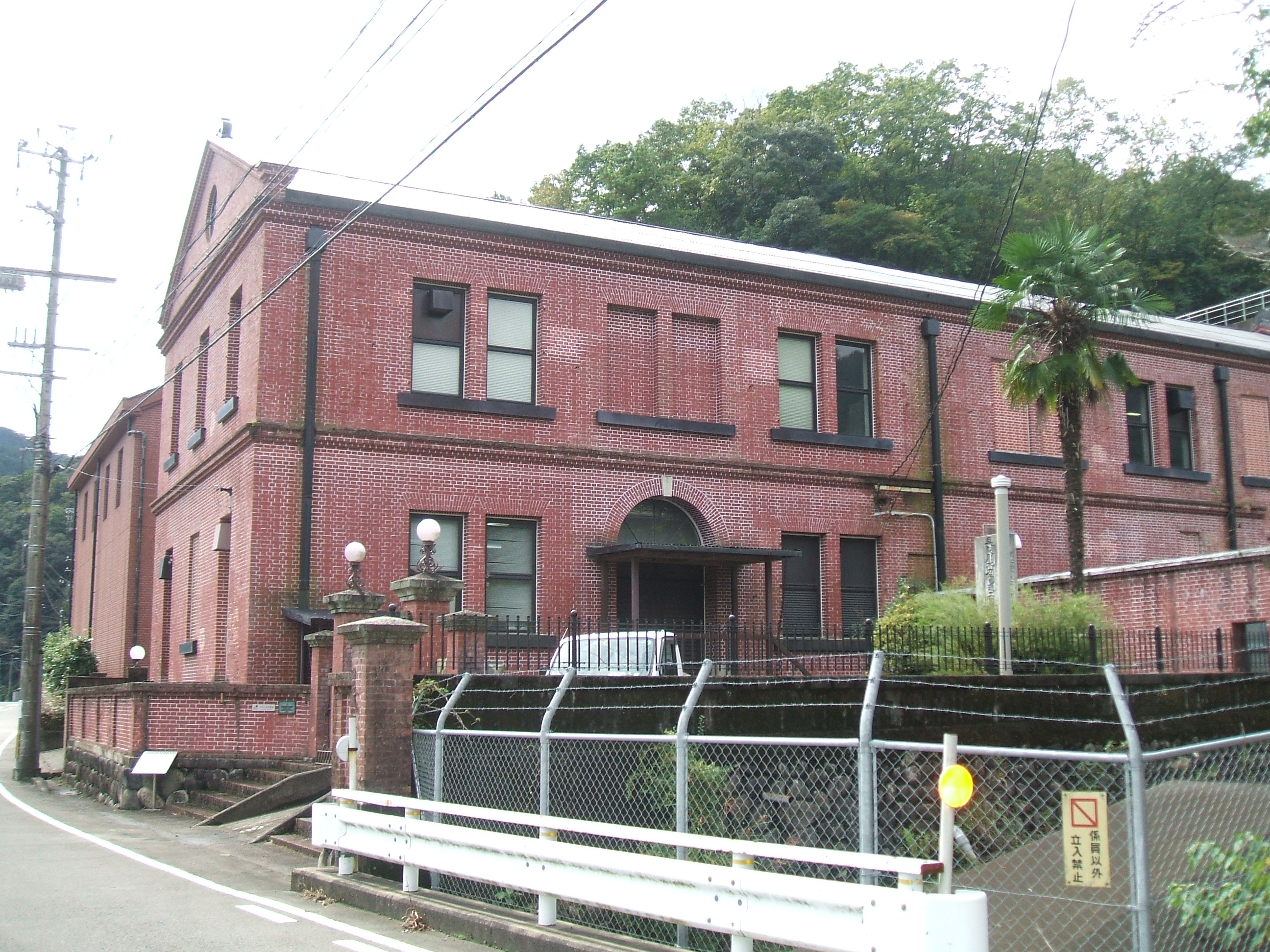
名古屋電灯が建設した長良川発電所旧建屋

名古屋電力が発起されて以降、名古屋電力と名古屋電灯の間では水利権の獲得競争が多発する。舞台の一つは岐阜県を流れる長良川で、頓挫していた「岐阜水力電気」の計画を継承して名古屋電灯が水力発電所を建設しようとすると、名古屋電力もまた同一地点の水利権を申請した。名古屋電力の申請は、名古屋電灯では株主総会で発電所建設の承認を得なければ行動できないという隙を突いたものであったが、名古屋電灯がシーメンス・シュッケルト電気（ドイツ・シーメンスの日本法人）を名義人として先願していたため長良川水利権は1906年12月名古屋電灯側に許可されている。この水利権を元に名古屋電灯は1910年2月に長良川発電所（出力4,200キロワット）を完成させた。
木曽川上流部（長野県側）でも水利権獲得競争が生じた。長野県では、まず1906年9月、名古屋電灯が取締役佐治儀助の名義で読書村・田立村（現・木曽郡南木曽町）における水利権を県に申請する。この申請は書類不備として差し戻されたため、名古屋電灯がその整理にあたっていたところ、同年10月に今度は名古屋電力に関係する関清英・大沢辰次郎・島崎広助によって上流大桑村から田立村に至る区間の水利権が出願された。12月、名古屋電灯も整理の上で再度出願した。こうして木曽川でも両社の競願が発生したが、当時の長野県知事大山綱昌は名古屋電力側に先願を認めて1907年2月水利権を許可した。これに対し名古屋電灯は自社に先願権があると主張、原嘉道・長島鷲太郎・藍川清成の3弁護士を代理人として決定取り消しを求める訴訟を起こす。行政裁判所での審理の末、翌1908年（明治41年）2月に県側敗訴の判決があり、結局同年5月に名古屋電灯側に水利権が許可された。
上記地点とは別に、木曽川では1907年1月、関ら名古屋電力側の陣営が福島町（現・木曽町）から大桑村に至る区間での水利権を出願した。これは同年4月そのまま許可され、翌1908年3月に名古屋電力の手に権利譲渡された。

## 八百津発電所工事

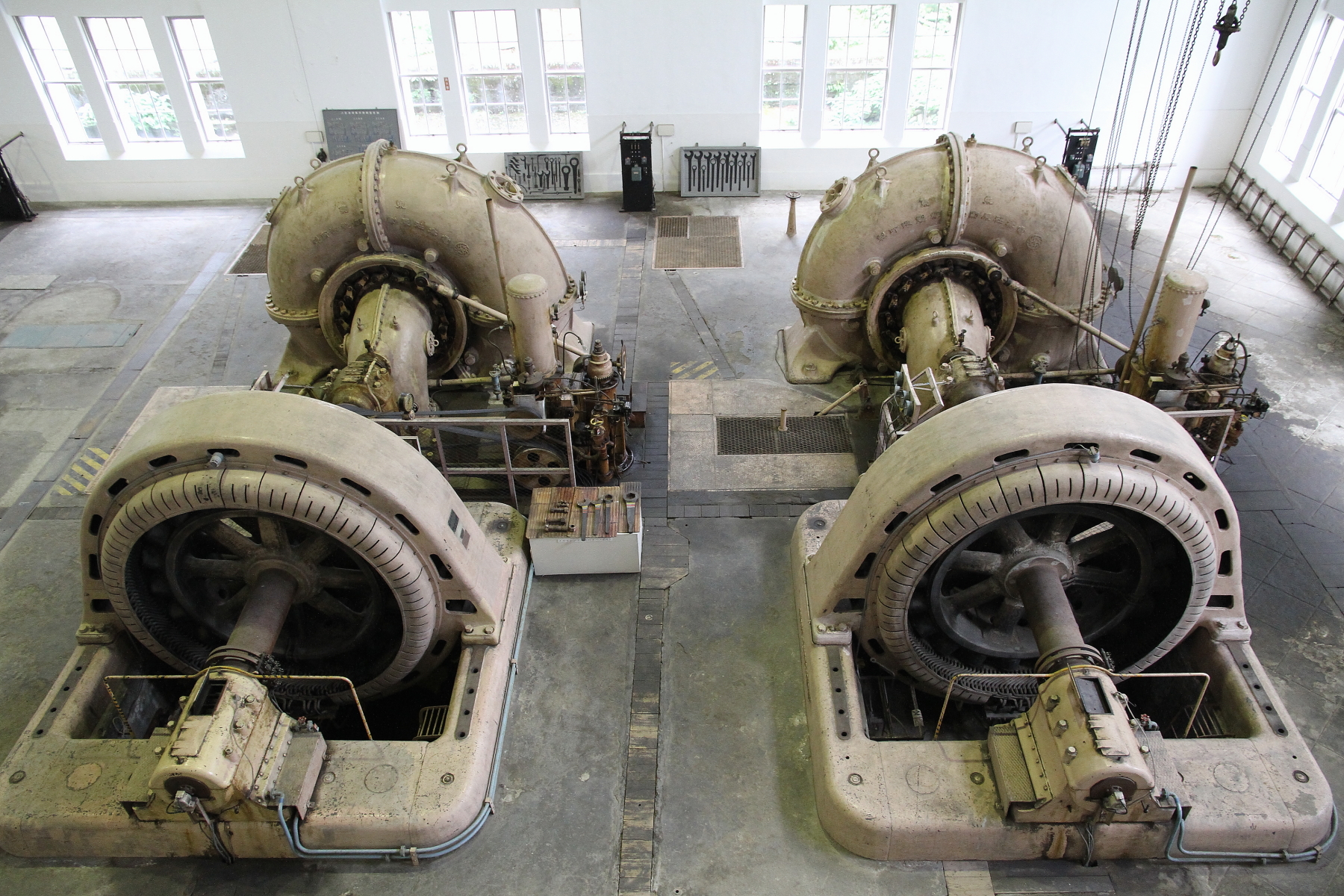
旧八百津発電所資料館に保存されている水車・発電機

水利権獲得のほかにも、名古屋電力では名古屋電灯と競合する東海電気（旧・三河電力、1901年設立）の合併を目指した。名古屋電灯と競争するにはあらかじめ東海電気を合併しておくのが有利との判断からで、実際に合併仮契約締結に漕ぎつけたが、東海電気株主の多くは名古屋電灯との合併を望んでおり、1906年11月25日に開催された東海電気株主総会にて名古屋電力との合併仮契約は否決された。その後東海電気は改めて名古屋電灯と合併契約を結び、翌1907年6月同社へ吸収された。
以上のように会社合併や水利権獲得には動いていた名古屋電力であるが、肝心の八百津発電所建設は進んでいなかった。会社設立翌年に日露戦争後の恐慌が発生し、第1回の株式払込に続く資金調達が不可能になったためである。恐慌は小栗銀行の破綻により銀行を代表する相良常雄が常務取締役を辞任するという影響もあった。会社設立から1年余りが経った1908年（明治41年）1月7日、ようやく八百津発電所の着工に漕ぎつける。工事にあたり技術顧問に京都帝国大学工科大学教授大藤高彦を招聘し、設計・施工など全般にわたって監督を依頼した。
工事にあたり、名古屋電力は工事用発電所として木曽川支流旅足川（たびそくがわ）に出力75キロワットの「旅足川発電所」を整備した。完成は1907年11月から翌年4月にかけてである。同発電所の電力は主として八百津発電所工事にて用いられる削岩機の電源に充てられた。
こうして着工された八百津発電所であったが、工事は難航した。取水口工事では増水で工事が振り出しに戻る、水路開削工事では土砂崩れが多発、水路隧道工事では地質が硬く削岩機をもってしても簡単に掘削できずその上湧水が多い、という状況であった。加えて資材輸送道路が貧弱で、土砂崩れや橋梁の破損が度々ありこれも工期が伸びる一因となった。難工事の結果、1910年10月の段階でも完成度は8割であった。

## 名古屋電灯との合併

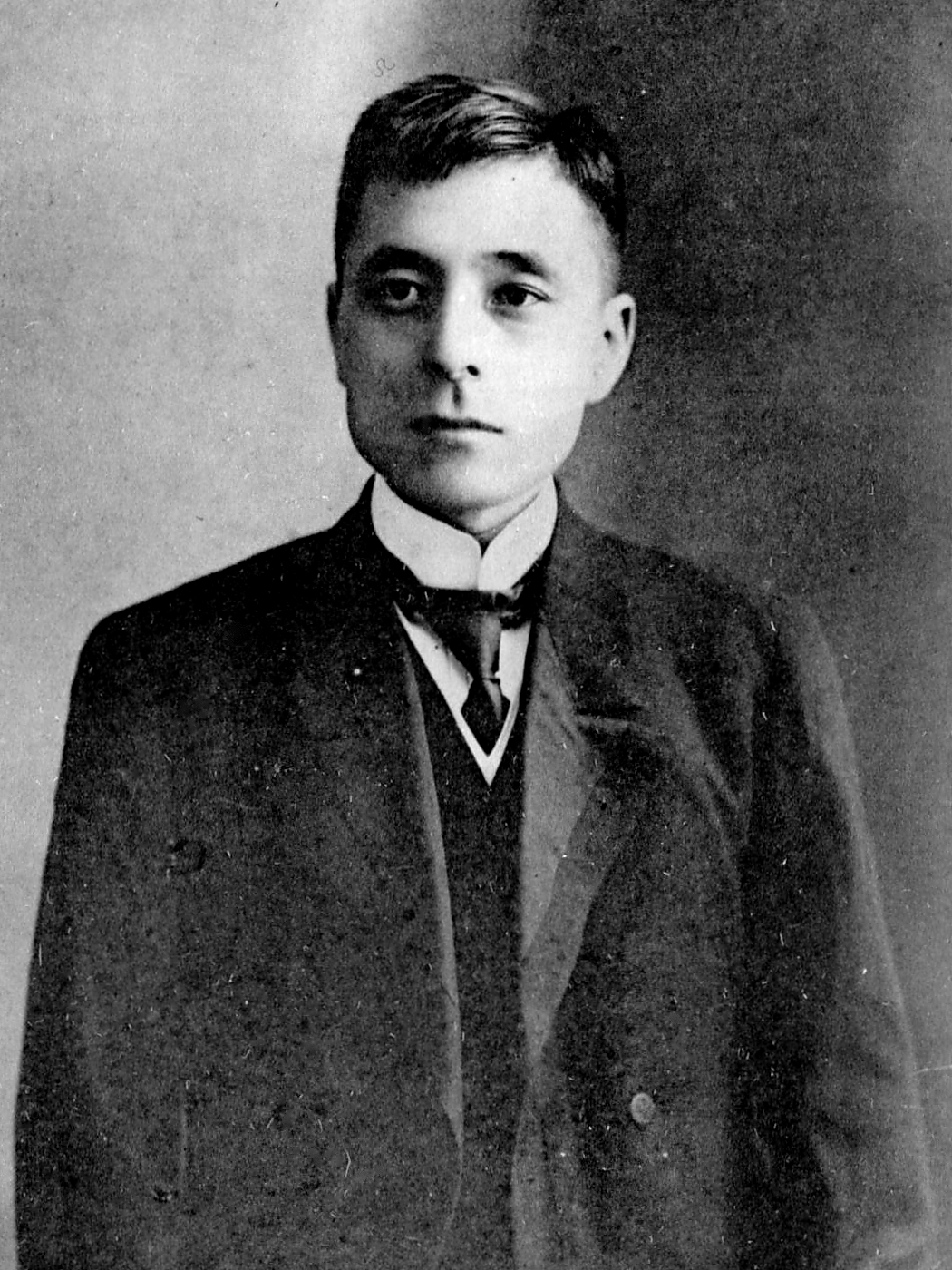
福澤桃介

名古屋電力が八百津発電所の工事に苦戦する中、名古屋電灯では東京の実業家福澤桃介による株式買収が進行していた。各地で電気事業に投資していた福澤は、1909年より名古屋電灯の株式買収に着手して1910年上期には1万株を持つ筆頭株主となり、同年1月取締役に就任、5月には常務に就いた（創業者三浦恵民も常務在任のまま）。名古屋電灯常務となった福澤は、自社と名古屋電力を比較して、発電力が自社の2倍近く、払込資本金も2倍近い差がすでにあり、経営陣も実業界の大物、という条件を揃える名古屋電力が開業すれば著しい脅威となるとみて、すぐさま名古屋電力の合併に乗り出した。
福澤の合併提起に、名古屋電力側では工費の膨張で増資ないし借入が必要だが当時の不況下では難しいという事情があったため、同社経営陣は賛同の意を示す。特に兼松煕が同社株主に対して説得にあたった。一方、名古屋電灯側では士族や旧愛知電灯系の株主が合併に反対していたが、福澤自身が名古屋に滞在し2週間彼らの翻意に努めた結果、合併後の配当減少に備えて合併比率を2対1に留め差額を配当補充金として積み立てるという案で名古屋電灯株主も合併賛成で意見一致をみた。愛知県知事深野一三・名古屋市長加藤重三郎の仲介により1910年7月21日、両社間に合併に関する覚書が交わされる。次いで8月3日合併仮契約が調印され、8月26日両社の株主総会にて合併が承認されて合併が確定した。
1910年10月13日付で逓信省の合併認可が下りたのをうけて10月28日に合併手続きが執られ、名古屋電力は名古屋電灯に合併されて解散した。合併に伴い名古屋電灯では資本金を525万円から775万円へと増資し、新株5万株を名古屋電力の株主に対して持株2株につき1株の割合で交付するとともに、合併契約に従い翌11月18日の株主総会にて役員を増員し、名古屋電力側から兼松煕・上遠野富之助・斎藤恒三を取締役に、神野金之助・桂二郎を監査役にそれぞれ指名している。直後、福澤は会社経営の意志がないとして常務をいったん辞任、これを兼松に譲った。
合併に伴い名古屋電灯に引き継がれた八百津発電所（出力7,500キロワット）の工事は、名古屋市内の変電所ともども1911年（明治44年）に完成し、同年12月10日より八百津発電所からの送電が開始された。完成に伴い、翌1912年（明治45年）4月には工事用の旅足川発電所を町営電気事業を企画する地元八百津町へと売却している。また名古屋電灯・名古屋電力両社が木曽川上流部に獲得した水利権については、福澤が常務に復帰した後の1914年（大正3年）に立ち上げられた名古屋電灯社内の「臨時建設部」によって建設計画の具体化が進められ、同部の分社化によって1918年（大正7年）に設立された木曽電気製鉄ならびにその後身大同電力によって順次開発されることになる。